# Lentzweiler
Lentzweiler (en luxemburguès: Lenzweiler; alemany: Lentzweiler) és una vila de la comuna de Wincrange, situada al districte de Diekirch del cantó de Clervaux. Està a uns 53 km de distància de la ciutat de Luxemburg.